# Metlzerorgel (kathedraal Antwerpen)

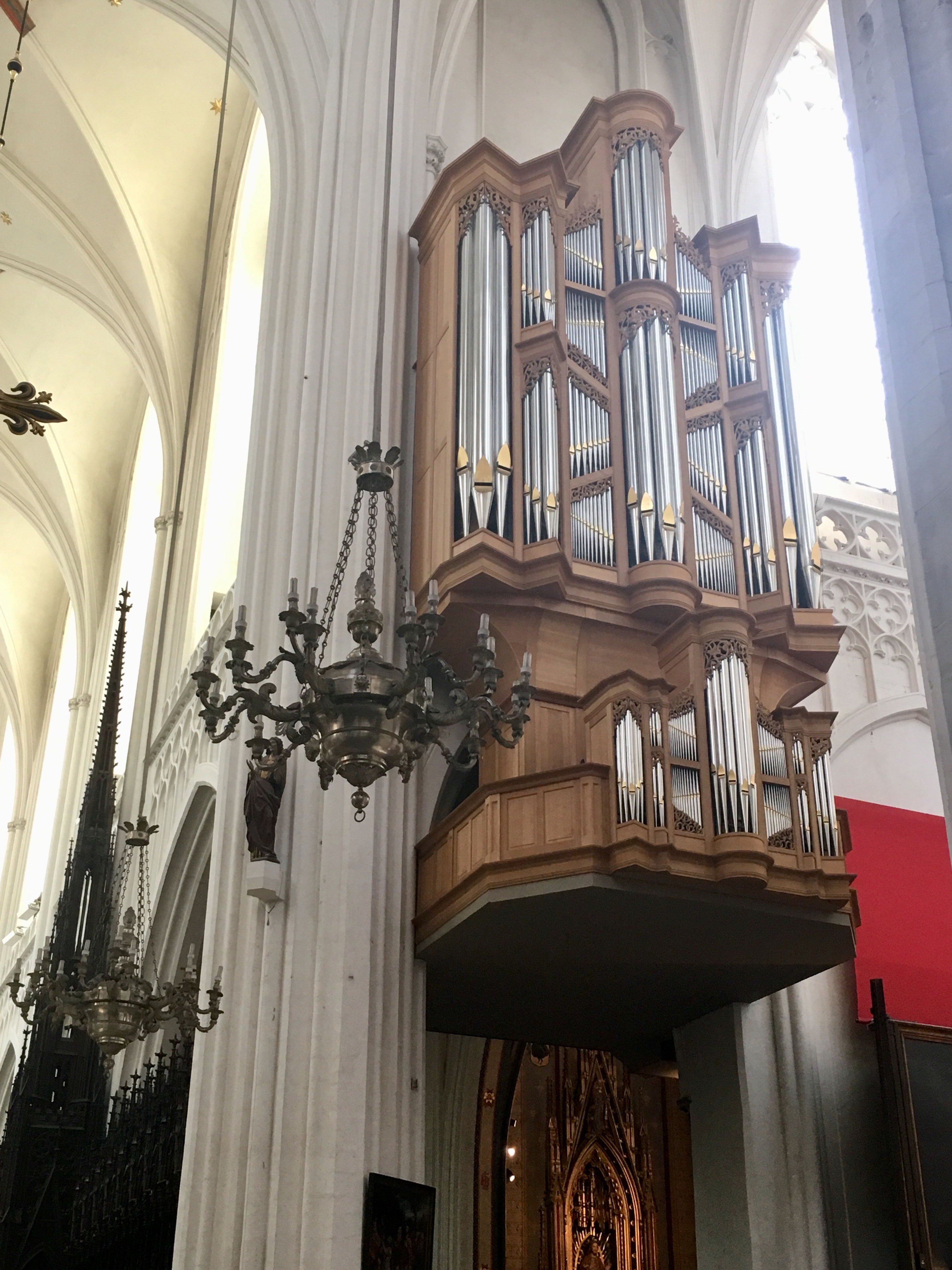

Het Metlzerorgel is het koororgel (transeptorgel) van de O.L.V.-kathedraal in Antwerpen. 
Het orgel werd in de kathedraal geplaatst in het jaar 1993 door de Zwitserse orgelbouwfirma Metzler orgelbau. In die jaren 90 werd dit orgel gebouwd omdat het toen noodzakelijk was om een tweede orgel te hebben in de kerk of kathedraal. In het jaar 2014 kwam dit tweede orgel goed uit met de restauratie van het grote romantische  Schyven-orgel. Hier is vier jaar aan gewerkt en in die tijd kon men het koororgel dus erg goed gebruiken. 
Het orgel is volledig mechanisch en de speeltafel is ingebouwd in de hoofdkast van het orgel. Dit instrument telt 45 registers met een totaal van 3.322 pijpen. De frontpijpen behoren tot de basisregisters.